# 采皮納灣
62°24′07″S 59°21′10″W / 62.40194°S 59.35278°W

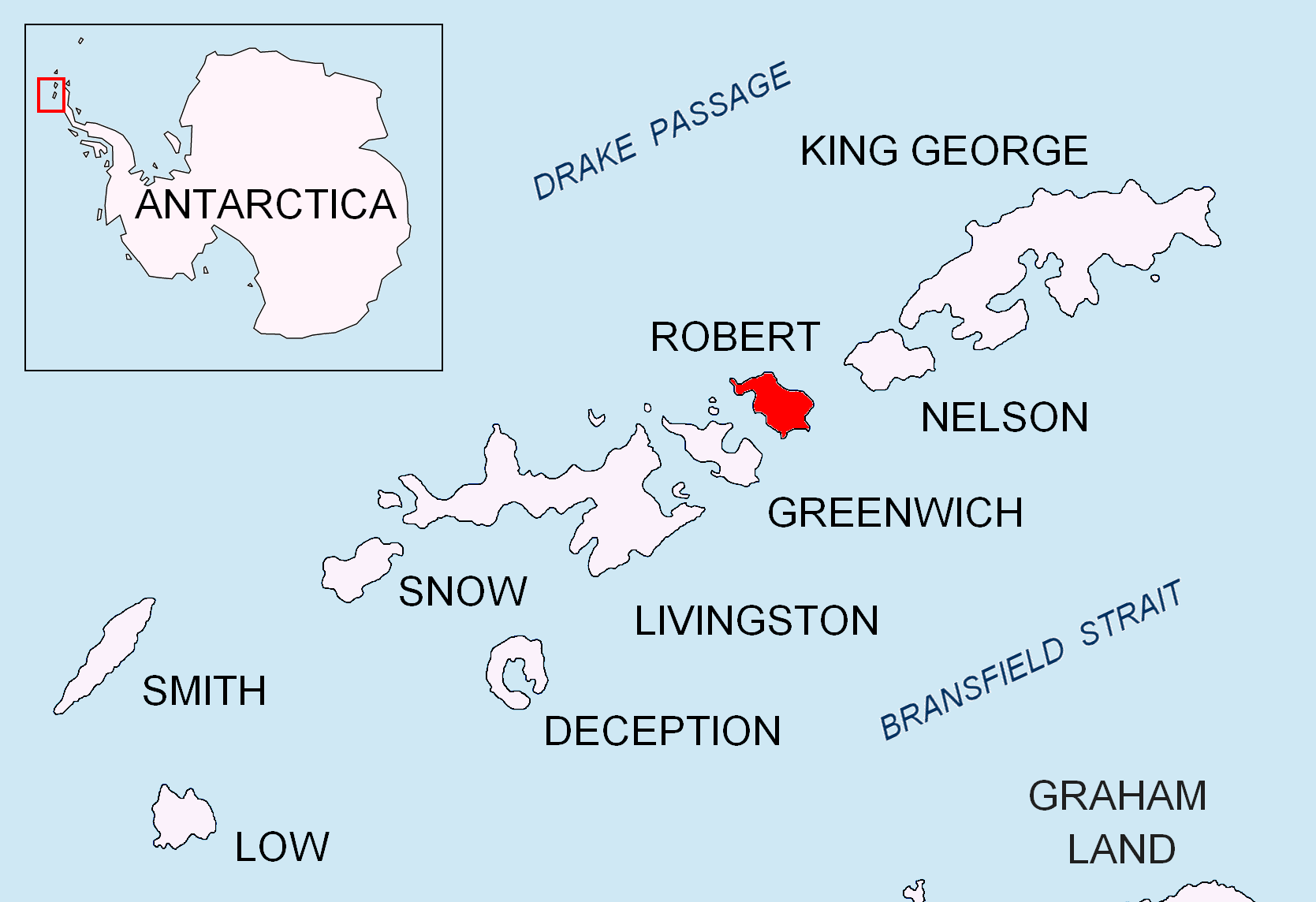

采皮納灣（Tsepina Cove），是南極洲的海灣，位於南設得蘭群島的羅伯特島東岸，長0.85公里、寬1公里，入口處在加利切岩以南和巴圖利亞角以北，現時由南極條約體系管理。